# Kensal Green (stanice metra v Londýně)
Kensal Green je stanice metra v Londýně, otevřená 1. října 1916. Roku 1980 byla stanice přemístěna. V roce 2006 navštívil stanici Thomas ap Rhys-Price před tím než byl zavražděn při loupeži v Kensal Green. Autobusové spojení zajišťuje linka 18 a noční linka N18. Stanice se nachází v přepravní zóně 2 a leží na lince:
- Bakerloo Line mezi stanicemi Queen's Park a Willesden Junction.
- Overground

| Rok  | Počet cestujících |
| ---- | ----------------- |
| 2011 | 2,32 mil          |
| 2012 | 2,54 mil          |
| 2013 | 2,56 mil          |
| 2014 | 2,28 mil          |